# Marino Bollini
Marino Bollini (San Marino, 25 febbraio 1933 – San Marino, 10 gennaio 2020) è stato un politico sammarinese.
Ha ricoperto quattro volte la carica di Capitano Reggente: da aprile 1979 ad ottobre 1979 in coppia con Lino Celli; da ottobre 1984 ad aprile 1985 in coppia con Giuseppe Amici; da aprile 1995 ad ottobre 1995 in coppia con Settimio Lonfernini; da ottobre 1999 ad aprile 2000 in coppia con Giuseppe Arzilli. È dal 2005 esponente del Partito dei Socialisti e dei Democratici, dopo aver a lungo militato nel Partito Socialista Sammarinese.